# Dakota City (Iowa)
Dakota City – miejscowość w Stanach Zjednoczonych, w stanie Iowa, nad rzeką Des Moines, siedziba hrabstwa Humboldt.

## Demografia
W 2000 liczyło 911 mieszkańców. W 2023 liczba mieszkańców spadła do 756 osób, a gęstość zaludnienia poniżej 380 osób/km².